# Inštitut za filozofijo in družbeno etiko Teološke fakultete v Ljubljani
Inštitut za filozofijo in družbeno etiko je znanstveno-raziskovalni inštitut, ki deluje v okviru Teološke fakultete Univerze v Ljubljani.
Predstojnik inštituta je prof. dr. Robert Petkovšek.